# Manfred Thaller
Manfred Thaller (Feldbach, 18 marzo 1950) è uno storico e docente austriaco.

## Biografia
Thaller si è addottorato in storia moderna presso l'Università di Graz nel 1975. Ha proseguito gli studi come ricercatore in sociologia empirica presso l'Institut für die Wissenschaften vom Menschen di Vienna. Nello stesso periodo fu coinvolto in progetti di ricerca sulla storia della famiglia e della vita quotidiana nel Medioevo.
Dal 1978 ha lavorato come ricercatore presso l'Istituto Max Planck di storia a Gottinga. A Gottinga fu responsabile della progettazione e dell'implementazione di un database per gli studi storici chiamato "kleio", che fu ebbe molto successo e divenne la base per una serie di progetti di ricerca. Nello stesso periodo condusse ricerche sulla metodologia della storia digitale. Nel 1984 ottenne una cattedra in Historical Computer Science all'Università Georg-August di Gottinga.
Dal 1991 al 1994 Thaller è stato presidente dell'Association for History and Computing.
Nel 1995 ottenne una cattedra di “Informatica storica” presso l'Università di Bergen in Norvegia. Dal settembre 1997 al febbraio 2000 è stato direttore del centro di ricerca sull'informatica umanistica dell'Università di Bergen.
Dal marzo 2000 è professore di “elaborazione delle informazioni storico-culturali” presso l'Università di Colonia. Ha curato la digitalizzazione dei manoscritti medievali della Biblioteca Diocesana e della Cattedrale di Colonia (Codices Electronici Ecclesiae Coloniensis o CEEC).

## Teorie
Thaller ha identificato quattro possibili formati di visualizzazione delle fonti digitalizzate: le metafonti illustrative, un formato di visualizzazione che permetta di decidere se consultare eventualmente l'originale per ottenere maggiori informazioni; le metafonti leggibili, con accesso alla totalità dell'informazione del documento originale; le metafonti paleografiche, un formato di lettura che permetta la leggibilità estrema fino alla possibilità di verificare il cambiamento dell'autore nella scrittura in un codice medievale (ductus); infine, le metafonti migliorative, per accedere a informazioni invisibili all'occhio nudo sull'originale analogico, ad esempio la scoperta di minuscole correzioni dello stile di scrittura proprio di un amanuense.